# Departamento de Magaria
Magaria es un departamento situado en la región de Zinder, de Níger. En diciembre de 2012 presentaba una población censada de 577 743 habitantes. Su chef-lieu es Magaria.
Se ubica en el sur de la región y su territorio es fronterizo con Nigeria.

## Subdivisiones
Está formado por siete comunas, que se muestran asimismo con población de diciembre de 2012:
Comunas urbanas
- Magaria (130 707 habitantes)

Comunas rurales
- Bandé (114 242 habitantes)
- Dantchiao (71 018 habitantes)
- Kwaya (32 510 habitantes)
- Sassoumbroum (78 163 habitantes)
- Wacha (93 492 habitantes)
- Yékoua (57 611 habitantes)

Hasta la reforma territorial de 2011, se incluían también en este departamento otras cuatro comunas rurales, que actualmente forman el departamento de Dungass.